# Libertat (chanson)
Pour les articles homonymes, voir Libertat.
La Libertat est un chant révolutionnaire en occitan provençal issu d'un texte de Joachim Gasquet publié pour la première fois dans le journal occitan marseillais La Sartan du 6 février 1892 sous le titre original de Cançon de nèrvi et sous le pseudonyme de Jean Clozel (qui resta longtemps non identifié).
Trouvée par Claude Barsotti, elle a été mise en musique par Manu Théron et est interprétée pour la première fois par Lo Còr dau Lamparo,. 
La chanson est dédiée à Pèire Bertas (Fernand Antoine, 1864-1950), instituteur marseillais révoqué pour ses opinions socialistes.
René Merle et Jean-Jacques Fénié indiquent que la violence du texte semble faire écho à l'épisode de la Commune de Paris et celle de Marseille, survenues vingt ans plus tôt.

## Paroles
| En occitan Tu que siás arderosa e nusa Tu qu'as sus leis ancas tei ponhs Tu qu'as una votz de cleron Uei sòna sòna a plens parmons Ò bòna musa. Siás la musa dei paurei gus Ta cara es negra de fumada Teis uelhs senton la fusilhada Siás una flor de barricada Siás la Venús. Dei mòrts de fam siás la mestressa, D'aquelei qu'an ges de camiá Lei sensa pan, lei sensa liech Lei gus que van sensa soliers An tei careças. Mai leis autrei ti fan rotar, Lei gròs cacans 'mbé sei familhas Leis enemics de la paurilha Car ton nom tu, ò santa filha Es Libertat. Ò Libertat coma siás bela Teis uelhs brilhan coma d'ulhauç E croses, liures de tot mau, Tei braç fòrts coma de destraus Sus tei mamèlas. Mai puei, perfés diés de mòts raucs Tu pus doça que leis estelas E nos treboles ò ma bela Quand baisam clinant lei parpèlas Tei pès descauç. Tu que siás poderosa e ruda Tu que luses dins lei raions Tu qu'as una vòtz de cleron Uei sòna sòna a plens parmons L'ora es venguda. | Traduction française Toi qui es ardente et nue Toi qui as les poings sur les hanches Toi qui as une voix de clairon Aujourd’hui sonne sonne à plein poumons Ô bonne muse Tu es la muse des pauvres gueux Ton visage est noir de fumée Tes yeux sentent la fusillade Tu es une fleur de barricade Tu es la Vénus. Des meurt-de-faim tu es la maîtresse De ceux qui n’ont pas de chemise Les sans-pain, les sans-lit Les gueux qui vont sans souliers Ont tes caresses Mais les autres te font roter Les gros parvenus et leurs familles Les ennemis des pauvres gens Car ton nom, toi, ô sainte fille Est Liberté. Ô Liberté comme tu es belle Tes yeux brillent comme des éclairs Et tu croises, libres de tout mal, Tes bras forts comme des haches Sur tes mamelles. Mais ensuite tu dis des mots rauques, Toi plus douce que les étoiles Et tu nous troubles, ô ma belle Quand nous baisons, fermant les paupières Tes pieds nus. Toi qui es puissante et rude Toi qui brilles dans les rayons Toi qui as une voix de clairon Aujourd’hui appelle, appelle à pleins poumons L’heure est venue. |